# Кабуки позориште
Кабуки (歌舞伎) је врста традиционалног јапанског позоришта у облику игране драме; настало крајем XVI и почетком XVII века (Едо период); осликава тадашње политичке и друштвене промене у земљи, историјске догађаје, моралне конфликте у љубавним односима и сл. Насупрот старијим уметничким облицима као што је но позориште, који су били резервисани за аристократију, кабуки је био популаран међу припадницима сиромашног сталежа.
Када је Токугава Ијејасу 1603. године добио титулу шогуна, у Јапану је отпочео период јаке војно-централизоване државе и потпуне изолације. Ипак, Јапан је успео да искористи такво стање у правцу развијања уметности, у позоришној Кабуки и Бунраку драму, а у сликарству Укијо-е (дрворез у боји).
Кабуки представе се баве историјским догађајима, моралним конфликтима у љубавним односима, политиком и друштвеним променама у земљи. Глумци користе старомодни језик који све теже разумеју чак и данашњи Јапанци. При томе говоре монотоним гласом, праћени традиционалним јапанским инструментима.
UNESCO је 2005. године прогласио кабуки театар за нематеријалну баштину изузетне универзалне вредности. Године 2008, уписан је на Унескову репрезентативну листу нематеријалног културног наслеђа човечанства.

## Облик и тематика кабуки дела
Реч Кабуки (歌舞伎) (Ка-歌-певање, Бу-舞-плес, Ки-伎-вештина или умеће) долази од глагола кабуку - нагнути се.
Од самог почетка Кабуки је био озлоглашен од стране шогуната првенствено због тога што није има форму класичног но позоришта које је припадало елити. Кабуки је тако постао уметност трговаца и земљорадника. Како глумци нису припадали ни једном сталежу, нису били поштовани.
Настанак кабуки позоришта везује се за 1596. годину када је Изумо Окуни на обали реке Камо, у Кјоту, извела чудесни плес. Тај плес је постао изузетно популаран међу младим људима, па се и њена популарност полако ширила. Тако су девојке из јавних купатила почеле да је имитирају, али како нису биле довољно добре плесачице, њихов кабуки плес се претворио у тачке скидања и завођења. Ово је разлог зашто је шогунат 1629. године донео јавну пресуду о забрани рада глумица и женског позоришта (она кабуки). С нестанком жена у кабуки позоришту, њихове улоге преузели су млади и лепи мушкарци са дугим косама (вакашу кабуки), али како је и њихова појава изазвала немире међу самурајима, шогунат 1652. године забрањује кабуки позориште. Након две године дата је дозвола о поновном отварању позоришта, у коме су глумили само зрели мушкарци (јаро кабуки). У том периоду, мушкарци преузимају женске улоге (онагата). Најистакнутији глумци ових улога припадали су породици Утаемон. Чланови ове породице су били у потпуности посвећени својим улогама тако да су се и ван позоришта облачили као жене, пуштали косу и у сваком могућем детаљу покушавали да их имитирају. Глумци женских улога данас, живе нормалне животе ван позоришта.
Значајан развој у кабуки техници представља настанак технике арагато, за коју је заслужан Ичикава Данџуро. Арагато је техника преувеличавања. Њоме се указује на моћ хероја или злоћудност негативног лика. Исказана је екстремним костимима, дијалогом и покретом. Из ове технике развила се поза мије. Овом позом остварује се равнотежа напетости, док је ефекат који се постиже скулпторски. Мије поза је праћена звуком удараљки.
Данашње кабуки позориште представља компромис између две форме: аутентичне јапанске и друге која је, од 1868. године, претрпела утицај позоришта са запада. Након великог земљотреса у Токију 1923. године, театри су се поново изградили по угледу на западне. Међутим, постоје разлике између западњачког и класичног кабуки позоришта.
Једна од основних разлика је стаза или пролаз (ханамичи). Она је широка око 1,5 m и пролази дуж целог аудиторијума. Подједнако је важно место као и позорница (бутај). Њена функција зависи од представе: понекад је саставни део сцене а понекад се користи као потпуно независна бина. Обично је украшена; бела боја указује на зиму и снег, плава на воду а сива и црна на земљу. Када се користи као ходник куће која је постављена на бини, ханамичи је прекривен сламнатом простирком. Другу основну разлику представљају ложе (саџики), које се налазе са обе стране партера. У њима, гледалац седи на татамију (простирка од бамбуса).
Постоје два нивоа бине: један се стално користи а други ниво је бина за плес (шосабутаи), која је састављена од низа платформи које се користе за одвајање простора (ентеријера и екстеријера...). Али платформе имају и другу функцију - да укажу на разлику у друштвеном статусу. Такође постоји и направа која помера сценографију (серидаши) и направа за подизање и спуштање глумаца (сериаге). Првобитне завесе на бини су биле лепо извезене идеограмима - често су то биле рекламе спонзора. У то време разни трговци, чајџинице и гејше помагали су кабуки позоришта а, у знак захвалности, називи њихових кућа су били изведени на завесама. Једино су државна позоришта била у могућности да користе завесе осликане темама из представа (хикимаку). Међутим, од 1664. године када је изведена представа „Тајна посета Имагави“, почињу да се користе црне завесе. Садашње кабуки завесе, састављене од црних, зелених и бордо трака прихваћене су тек од Меиџи обнове.
У кабуки представи веома важну улогу имају асистенти глумаца, кокен или куронбо. Куронбо означава момка у црном, са црном капуљачом која му прекрива лице, а кокен су асистенти који носе традиционалну одећу Едо периода канишимо, и њихова лица нису прекривена. Ако је глумац обучен у камишимо, онда је асистент обучен у црно одело. Асистенти су ту да помогну око реквизита, костима, да донесу глумцу чај или воду, па чак и да му шапућу текст, а понекад и да га замене. Још једна важна улога помоћника јесте да помаже глумцу око костима. Кабуки костим понекад је тежак и по неколико килограма, а састављен је из више слојева кимона. У Кабукију се мењање костима врши пред публиком (некада се мења само горњи део кимона али постоји и комплетно мењање костима). Оваква промена костима користи се у плесним елементима и представља показатељ промене расположења. Постоји и брза промена костима (хајагавари), која се одиграва иза сцене. Тада се глумац невероватном брзином пресвлачи и поново појављује, али са другом шминком и костимом.
Целокупна кабуки представа је пропраћена музичким ефектима. Музика је у основи наративна или дескриптивна и у већини представа је праћена шамисеном (инструмент са три жице). Овај инструмент представља један од најбитнијих елемената кабуки представе. Шамисеном се означава прекид или увод, или једноставно прати наратора. Оркестарска просторија назива се геза. У њој се налазе музичари и људи задужени за звучне ефекте. Главни инструменти су шамисен, флаута од бамбуса (шакухачи), мала Но флаута (фуе), гонг, звона и бубњеви различитих величина.
Срж кабуки позоришта је игра. Док плешу, глумци кроз мимику описују расположење, мисли и пролазне емоције ликова. Уопштено гледајући, јапанска реч
буџо означава игру или плес, па се тако разликују Но буџо (плес но драме), Кабуки буџо (плес Кабукија), Нихон буџо (јапански плес) итд. Посебна врста кабуки плеса назива се хенге и представља комбинацију више врста плесова. За време хенге плеса, глумац игра неколико ликова заредом, и сваки прати промену костима. Поред костима, за плес су везани и други реквизити: мачеви, луле, фењери али два најважнија су лепеза и тенугај - врста свиленог убруса који на себи има извезен глумчев или играчев грб. Обично на крају плесног комада, глумац баца неколико ових убруса публици.
Шминка је важан естетски елемент у кабуки представи. Једна од врста назива се кумадори, стил који помало личи на маску јер се на лице наноси бела боја (оширој) а затим исцртавају разнобојне линије. Женски ликови имају потпуно бела лица, са суптилном розе сенком и очима истакнутим црвеном бојом. Природна, браон боја се користила за ликове обичних сточара и земљорадника (припадници нижих слојева су доста времена проводили радећи напољу и стога им је лице „осунчано“). Лица зликоваца су била обојена у црвено, духова у плаво... Глумчево огледало представља срце његове гардеробе. Саставни део шминке представља платнена капа, хабутае, као и разне перике које се праве од косе.
Два најзначајнија имена у Кабукију су Данџуро и Утаемон. Унутар глумачких породица, учење се преноси са оца на сина (прво појављивање на бини са 5 или 6 година). За време Едо периода, глумачка трупа се састојала од осам глумаца и све драме су биле писане за осам ликова (главни глумац, негативац, старија и млађа жена, старији и млађи мушкарац, комичар и дете). Најважније за глумца је његова физичка спремност; због дугог седења у месту, дуготрајног клечања, акробатских покрета и женског плеса који се изводи из чучња. Поред тела, подједнаку пажњу посвећују и гласу. Занимљиво је да се у кабуки представи глумци никада не додирују. Љубавне сцене као и сцене борбе и убиства, се глуме без физичког контакта. Оно што кабуки позориште чини посебним јесте његов дух који умногоме произлази из љубави јапанског народа према природи. Јапанци не посматрају уметност као украшавање, већ је сагледавају као неизоставни елемент свакодневног живота.
Најпознатије кабуки позориште је Кабукиза у Токију, у коме страни туристи могу да прате представе на енглеском језику преко слушалица.